# Danmarks ambassade i Bukarest
Danmarks ambassade i Bukarest er Danmarks officielle repræsentation i Rumænien. Danmarks ambassade i Bukarest er også ansvarlig for Danmarks diplomatiske forbindelser med Moldova. Ambassaden ligger i hovedstaden Bukarest og blev åbnet i 1995. Ambassaden har en række ansvarsområder, herunder at styrke Danmarks politiske og økonomiske samarbejde med Rumænien, sikre danske interesser i landet samt yde konsulær assistance til danske borgere i Rumænien.
Ambassaden har tre afdelinger: en politisk afdeling, en handelsafdeling og en konsulær afdeling. Politisk afdeling har ansvaret for politisk dialog og samarbejde mellem Danmark og Rumænien, mens handelsafdelingen arbejder for at fremme dansk eksport til Rumænien og rumænsk investering i Danmark. Konsulær afdeling yder hjælp og vejledning til danske borgere i Rumænien, herunder i forbindelse med pas- og visumansøgninger samt i nødstilfælde.
Ambassaden samarbejder tæt med den danske ambassade i Kiev, som har ansvaret for Danmarks forbindelser med Ukraine.
Ambassaden har en medarbejderstab på ca. 15 personer, som kommunikerer på dansk, rumænsk og engelsk.